# アゼルバイジャンの首相
アゼルバイジャンの首相は、議会の承認に基いて大統領により任命される。ただし、議会が大統領の提示する候補者を3度拒否した場合には、大統領は議会の承認なしに首相を任命することができる。また、大統領の権能が強いアゼルバイジャンにおいては、首相は議会に統制されず、大統領に従属する存在であるとされる。2002年の憲法改定によって、新たに大統領職の代行者と規定された。
首相の被任命権は、30歳以上で大学の学位を取得しており、どの他国に対しても義務を負っていないアゼルバイジャン国民に与えられている。副首相や他の大臣と同様、副業は一切認められていないが、現行犯でない限りは不逮捕特権が認められている。
ソビエト連邦の構成国であったアゼルバイジャン・ソビエト社会主義共和国（1937年までは「アゼルバイジャン社会主義ソビエト共和国」）では、人民委員会議議長（1946年から「閣僚会議議長」に改称）が首相の役割を果たしていた。

## 一覧

### アゼルバイジャン民主共和国首相
| 代   | 画像 | 氏名                           | 任期          | 任期          | 元首                               | 選挙年 | 出典  |
| 代   | 画像 | 氏名                           | 着任          | 離任          | 元首                               | 選挙年 | 出典  |
| ---- | ---- | ------------------------------ | ------------- | ------------- | ---------------------------------- | ------ | ----- |
| 1    |      | ファタリ・ハン・ホイスキー     | 1918年5月28日 | 1919年3月14日 | メフメト・エミーン・ラスールザーデ | 1918年 | [ 7 ] |
| 2    |      | ナシブ・ベイ・ユシフベイリ     | 1919年4月14日 | 1920年3月30日 | アリマルダン・トプチバシェフ       | 1919年 | [ 8 ] |
| 代行 |      | マンメト・ハサン・ハジンスキー | 1920年3月30日 | 1920年4月28日 | —                                  | 1920年 |       |

### アゼルバイジャン社会主義ソビエト共和国（アゼルバイジャン・ソビエト社会主義共和国）人民委員会議議長
| 代 | 画像 | 氏名                       | 任期           | 任期          | 元首                       | 出典   |
| 代 | 画像 | 氏名                       | 着任           | 離任          | 元首                       | 出典   |
| -- | ---- | -------------------------- | -------------- | ------------- | -------------------------- | ------ |
| 1  |      | ナリマン・ナリマノフ       | 1920年4月28日  | 1922年3月12日 | ミルザ・ダヴド・グセイノフ | [ 9 ]  |
| 2  |      | ガザンファル・ムサベコフ   | 1922年4月      | 1930年3月     | セルゲイ・キーロフ         | [ 10 ] |
| 3  |      | ダダシュ・ブニアザーデ     | 1930年3月      | 1932年10月    | ウラジーミル・ポロンスキー | [ 11 ] |
| 4  |      | ミル・ジャファル・バギロフ | 1932年10月20日 | 1933年12月    | ウラジーミル・ポロンスキー | [ 12 ] |
| 5  |      | グセイン・ラフマノフ       | 1933年12月12日 | 1937年10月5日 | ミル・ジャファル・バギロフ | [ 13 ] |
| 6  |      | テイムル・クリエフ         | 1937年11月13日 | 1946年        | ミル・ジャファル・バギロフ | [ 14 ] |

### アゼルバイジャン・ソビエト社会主義共和国閣僚会議議長
| 代 | 画像 | 氏名                       | 任期          | 任期           | 元首                         | 出典   |
| 代 | 画像 | 氏名                       | 着任          | 離任           | 元首                         | 出典   |
| -- | ---- | -------------------------- | ------------- | -------------- | ---------------------------- | ------ |
| 1  |      | テイムル・クリエフ         | 1946年        | 1953年4月6日   | ミル・ジャファル・バギロフ   | [ 14 ] |
| 2  |      | ミル・ジャファル・バギロフ | 1953年4月6日  | 1953年7月13日  | ミル・テイムル・ヤクボフ     | [ 12 ] |
| 3  |      | テイムル・クリエフ         | 1953年8月17日 | 1954年3月9日   | ミル・テイムル・ヤクボフ     | [ 14 ] |
| 4  |      | サドゥイフ・ラギモフ       | 1954年3月9日  | 1958年7月8日   | イマム・ムスタファエフ       | [ 15 ] |
| 5  |      | ヴェリ・アフンドフ         | 1958年7月8日  | 1959年7月10日  | イマム・ムスタファエフ       | [ 16 ] |
| 6  |      | マメド・イスケンデロフ     | 1959年7月10日 | 1961年12月29日 | ヴェリ・アフンドフ           | [ 17 ] |
| 7  |      | エンヴェル・アリハノフ     | 1961年12月    | 1970年4月      | ヴェリ・アフンドフ           | [ 18 ] |
| 8  |      | アリ・イブラギモフ         | 1970年4月     | 1981年1月      | ゲイダル・アリエフ           | [ 19 ] |
| 9  |      | ガサン・セイドフ (az)      | 1981年1月     | 1989年1月      | ゲイダル・アリエフ           | [ 20 ] |
| 10 |      | アヤズ・ムタリボフ         | 1989年1月27日 | 1990年1月25日  | アブドゥラフマン・ヴェジロフ | [ 21 ] |
| 11 |      | ガサン・ガサノフ           | 1990年1月     | 1991年2月      | アヤズ・ムタリボフ           | [ 22 ] |

### アゼルバイジャン共和国首相
| 代   | 画像                   | 氏名                     | 任期             | 任期                   | 元首                     | 出典   |
| 代   | 画像                   | 氏名                     | 着任             | 離任                   | 元首                     | 出典   |
| ---- | ---------------------- | ------------------------ | ---------------- | ---------------------- | ------------------------ | ------ |
| 1    |                        | ハサン・ハサノフ         | 1991年2月        | 1992年4月4日           | アヤズ・ムタリボフ       | [ 22 ] |
| 代行 |                        | フィルズ・ムスタファエフ | 1992年4月4日     | 1992年5月16日          | —                        |        |
| 2    |                        | ラヒム・ヒュセイノフ     | 1992年5月16/18日 | 1993年1月26日          | アヤズ・ムタリボフ       | [ 23 ] |
| 代行 |                        | アリ・マシムリ           | 1993年1月26日    | 1993年4月28日          | アブルファズ・エルチベイ | [ 24 ] |
| 3    |                        | パナフ・ヒュセイノフ     | 1993年4月28日    | 1993年6月27/30日       | アブルファズ・エルチベイ | [ 25 ] |
| 4    |                        | スラト・ヒュセイノフ     | 1993年6月27/30日 | 1994年10月6/7日        | ヘイダル・アリエフ       | [ 23 ] |
| 代行 |                        | フアド・グリエフ         | 1994年10月6/7日  | 1995年5月2日           | ヘイダル・アリエフ       | [ 23 ] |
| 5    | 1995年5月2日           | フアド・グリエフ         | 1996年7月20日    |                        | ヘイダル・アリエフ       | [ 23 ] |
| 代行 |                        | アルトゥール・ラシザデ   | 1996年7月20日    | 1996年11月26日         | ヘイダル・アリエフ       |        |
| 6    | 1996年11月26日         | アルトゥール・ラシザデ   | 2003年8月4日     |                        | ヘイダル・アリエフ       |        |
| 7    |                        | イルハム・アリエフ       | 2003年8月4日     | 2003年10月31日/11月4日 | ヘイダル・アリエフ       | [ 23 ] |
| 代行 |                        | アルトゥール・ラシザデ   | 2003年8月6日     | 2003年10月31日/11月4日 | イルハム・アリエフ       | [ 23 ] |
| 8    | 2003年10月31日/11月4日 | アルトゥール・ラシザデ   | 2018年4月21日    |                        | イルハム・アリエフ       | [ 23 ] |
| 9    |                        | ノヴルス・マンマドフ     | 2018年4月21日    | 2019年10月8日          | イルハム・アリエフ       |        |
| 10   |                        | アリ・アサドフ           | 2019年10月8日    | 現職                   | イルハム・アリエフ       |        |